# عزلة لكمه بني الجيشي (ذمار)

تعديل مصدري - تعديل

عزلة لكمه بني الجيشي هي إحدى عزل مديرية عتمة في محافظة ذمار اليمنية ويبلغ تعداد سكانها 976 نسمة حسب التعداد السكاني في اليمن لعام 2004.

## روابط خارجية
- الجهاز المركزي للإحصاء بالجمهورية اليمنية
- المركز الوطني للمعلومات باليمن
- World Gazetteer:Yemen
- الدليل الشامل